# Cyatholaimus prinzi
Cyatholaimus prinzi is een rondwormensoort uit de familie van de Cyatholaimidae. De wetenschappelijke naam van de soort is voor het eerst geldig gepubliceerd in 1870 door Marion.